# أرتور تشيلينغاروف
أرتور تشيلينغاروف (بالروسية: Чилингаров, Артур Николаевич) (و.25 سبتمبر 1935 في سانت بطرسبرغ - 1 يونيو 2024) عالم محيطات سوفيتي ثُمَّ الروسي، مستكشف القطب الشمالي والقطب الجنوبي، حصل على لقب بطل الاتحاد السوفيتي في عام 1986، ولقب بطل الاتحاد الروسي عام 2008، عضو مراسل الأكاديمية الروسية للعلوم (2008). كان عضوًا في مجلس الدوما منذ سنة 1993 حتى سنة 2011، كان عضواً في الجمعية الاتحادية للاتحاد الروسي. ونائباً أول لرئيس الجمعية الجغرافية الروسية، ورئيس الأكاديمية القطبية للدولة، ورئيس الرابطة القطبية، وعضو مجلس الخبراء لجائزة البوصلة البلورية الوطنية. وممثلاً لتولا أوبلاست في مجلس الاتحاد.